# Hieracium megachaetum
Hieracium megachaetum es una especie de planta con flor del género Hieracium, de la familia Asteraceae, orden Asterales.

## Distribución
Hieracium megachaetum se distribuye por Dinamarca.

## Taxonomía
Fue descrita científicamente por Wiinst.